# Маја Пишчевић
Маја Пишчевић (рођ. Лалевић; Београд, 6. јул 1960) српска је глумица, адвокат, бивша правна саветница за реформу правосуђа USAID Србија, бивши извршни директор у Институту Исток-запад и саветница у Атлантском савету.

## Детињство и младост
Рођена је у Београду 6. јула 1960. године, а њен отац Предраг Лалевић је био лични лекар Јосипа Броза Тита.

## Глумачка каријера и образовање
Маја је играла у четири домаћа филма, и у сваком од њих оставила свој упечатљив траг. Публици је најпознатија по улози Сенке у филму Национална класа из 1979. године. Улогу у филму Национална класа је сасвим случајно добила, јер се у време снимања филма забављала са неким чланом екипе, па ју је неком приликом видео редитељ тог филма Горан Марковић који јој је предложио да проба сцену са Драганом Николићем.
Убрзо након филма је уписала Академију драмске уметности у Београду због чега се посвађала са оцем који је желео да заврши раније започети Правни факултет у Београду. На крају је завршила и Правни факултет и Академију драмске уметности. Уговор о њеном ангажману је потписала њена мајка, јер је у време снимања тог филма била још увек малолетна.
Након дипломирања, неко време је глумила у позоришту, а неке од њених улога су биле на представама „Венецијанка” и „Коштана, сан, крик”.
Године 1980. године је играла Јеђупку у филму Осам кила среће Пурише Ђорђевића заједно са Драганом Максимовићем са којим са тада забављала.
Играла је у још два филма: Шест дана јуна из 1985. године и Лијепе жене пролазе кроз град из 1986. године

## Адвокатска и менаџерска каријера
Деведесетих година је почела да ради као адвокат у Србији, али је до 1999. године схватила да је судство било превише корумпирано. Због тога је после петооктобарских промена добила посао у америчкој амбасади у Београду где је водила неколико пројеката институционалних реформи за време мандата Вилијама Монтгомерија, Мајкла Поулта и Камерона Мантера.
Основала је иницијативу Самит 100 бизнис лидера југоисточне Европе (енгл. SUMMIT 100 Business Leaders of Southeast Europe) 2010. године. Тренутно је у Управном одбору те иницијативе.
Дипломирала је 2012. године на Стенфорд универзитету (Програм „Развој, демократија и владавина права” којим је председавао Френсис Фукујама).
Радила као извршна директорка Српске асоцијације менаџера, извршна директорка Америчке привредне коморе у Србији и извршна потпредседница на Институту Исток-запад, задужена за глобалне комуникације.
Тренутно је нерезиденти виши сарадник Европског центра Атлантског савета и представница Центра за Западни Балкан овог савета.
Колумниста је и Недељника.

## Лични живот
Има две кћерке, Лизу (1990) и Хану (1996).

## Филмографија
| Год.  | Назив                         | Улога   |
| ----- | ----------------------------- | ------- |
| 1979. | Национална класа              | Сенка   |
| 1980. | Осам кила среће               | Јеђупка |
| 1985. | Шест дана јуна                |         |
| 1986. | Лијепе жене пролазе кроз град |         |

## Награде и признања
- Награда Meritorious Honor Стејт департмента САД[1]
- Награда Жена године у Србији[1]
- Награда Лидер у пословном окружењу Србије за 2015. годину[1]
- Награда Најбољи менаџер у југоисточној и централној Европи[1]
- Награда Капетан Миша Антанасијевић из 2011. године у издању Српске асоцијације менаџера.[5]